# Magliano di Tenna

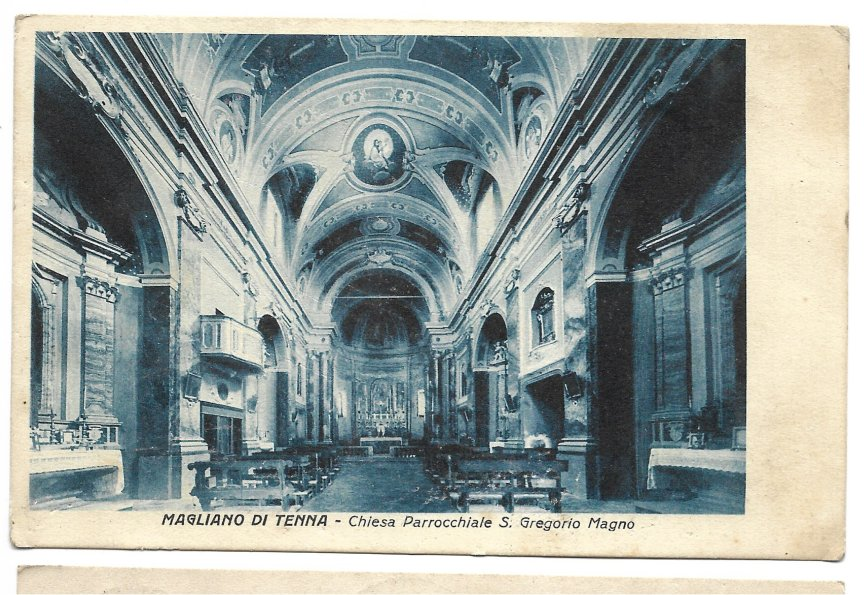
Pfarrkirche San Gregorio Magno (Magliano di Tenna 1928)

Magliano di Tenna (im Fermeser Dialekt: Majà) ist eine italienische Gemeinde (comune) mit 1418 Einwohnern (Stand 31. Dezember 2023) in der Provinz Fermo in den Marken. Die Gemeinde liegt etwa elf Kilometer westsüdwestlich von Fermo. Der Tenna bildet die südöstliche Gemeindegrenze.